# Боабрето
Боабрето (фр. Boisbreteau) насеље је и општина у западној Француској у региону Поату-Шарант, у департману Шарант која припада префектури Коњак.
По подацима из 2011. године у општини је живело 122 становника, а густина насељености је износила 8,05 становника/km². Општина се простире на површини од 15,16 km². Налази се на средњој надморској висини од 150 метара (максималној 157 m, а минималној 79 m).

## Демографија
| 1962. | 1968. | 1975. | 1982. | 1990. | 1999. | 2011. |
| ----- | ----- | ----- | ----- | ----- | ----- | ----- |
| 163   | 182   | 174   | 153   | 148   | 122   | 122   |

График промене броја становника у току последњих година